# El jutge i l'assassí
El jutge i l'assassí (títol original: Le juge et l'assassin) és una pel·lícula dramàtica històrica francesa dirigida per Bertrand Tavernier, estrenada el 1976. Ha estat doblada al català.

## Argument
El 1893, Joseph Bouvier, antic sergent d'infanteria reformat de les seves crisis de violència, dispara a la seva promesa que vol deixar-lo abans de girar la seva arma contra ell. Ella sobreviu i ell també, malgrat les dues bales continuen allotjades al cap. Esperit simple i exaltat, alimentat d'eslògans anarquistes, es converteix en vagabund després del seu alliberament de l'asil on el seu gest l'havia conduït. Des de llavors, recorre França a peu, degolla i viola pel seu camí de joves pastors o pastores.
Interessant-se per aquest tema, un jutge de província, Émile Rousseau, ha seguit pacientment el rastre de Bover. Una vegada l'assassí arriba a la seva regió, aconsegueix detenir-lo en base d'una descripció composta a partir de testimoniatges. Si Bouvier pensa que se'l cuidarà, Émile Rousseau no creu en la seva bogeria. Veient en aquest assumpte l'ocasió única d'una promoció, instaura una relació de confiança amb Bouvier, base d'una mecànica untada amb oli per obtenir confessions completes i la seva condemna a mort.

## Repartiment
- Philippe Noiret: El jutge Rousseau
- Michel Galabru: Joseph Bouvier
- Isabelle Huppert: Rose
- Jean-Claude Brialy: el procurador Villedieu
- Renée Faure: Madame Rousseau
- Cécile Vassort: Louise Lesueur
- Yves Robert: el Professor Degueldre
- Jean-Roger Caussimon: el cantant de carrer
- Jean Bretonnière: el diputat
- Monique Chaumette: La mare de Louise
- Jean-Pierre Leroux: Radeuf
- Aude Landry: Suzanne, la germana de Rose
- Michel Fortin: el cirurgià de l'hospici
- Daniel Russo: el guardià
- Jean-Pierre Sentier: un periodista
- Liza Braconnier: la monja de l'hospital
- Jean-Claude de Goros: El Doctor Dutourd
- Catherine Verlor: Francine Lesueur
- Jean-Marie Galey: un periodista
- Gilles Dyrek: Victor
- Philippe Sarde: el pianista

## Al voltant de la pel·lícula
- La pel·lícula s'inpira en fets reals: la fugida sanguinària de Joseph Vacher, que va matar com a mínim una vintena de persones al final del segle xix. Vacher és un personatge històric ben conegut pels criminòlegs, que pot ser considerat per a França com el Jack l'Esbudellador d' Anglaterra. Bouvier ha enganxat fins i tot a la seva cel·la un cartell del Petit Journal  de 1898 ensenyant un home atacant una jove, amb el títol: «Un nou Vaquer ».[3]
- El paper del tenor patriota Ase vermell  que interpreta la cançó Sigismond le Strasbourgeois  és interpretat per Robert Morel, anomenat Bob, un antic membre dels serveis secrets francesos que va lluitar contra els militants de l'OAS a Algèria i que va ser guardaespatlles de Charles de Gaulle.[4]
- Diverses escenes han estat rodades al Ferrocarril del Vivarais entre Tournon i Lamastre, al castell de Boulogne així com a Thines i a Largentière a Ardèche.
- Michel Galabru va ser premiat per a aquest paper amb el César al millor actor el 1977.
- La col·laboració entre Bertrand Tavernier i Jean Aurenche pel guió d'aquesta pel·lícula és evocada al documental Jean Aurenche, escriptor de cinema d'Alexandre Hilaire i Yacine Badday.

## Banda original
La banda original de la pel·lícula ha estat composta i escrita per Philippe Sarde i Jean-Roger Caussimon. Més enllà de les il·lustracions sonores molt riques (extrets d'òperes i aires populars de final del segle XIX), el realitzador ha encarregat tres cançons especialment escrites per a la pel·lícula.
La primera cançó, titulada Sigismond le Strasbourgeois , és una cançó d'aires patriòtics que descriu la vida d'un jove Alsacià que va optar per França el 1871 i que escull entrar a l'exèrcit per marxar a les colònies. La segona cançó ha estat composta en forma de queixa, un gènere popular que cantaven cançoners que recorrien les carreteres, inventaven cançons inspirant-se en l'actualitat, els interpretaven i les venien per fulls. Es diu La Queixa de Bover l'esbudellador  i és interpretada a la pel·lícula pel mateix Jean-Roger Caussimon. L'última cançó, que tanca la pel·lícula, és per la seva part inspirada en els cants revolucionaris de la Comuna de París (1871). Es titula La Commune és en lutte i serveix dues vegades d'il·lustració sonora a la pel·lícula: la primera vegada — interpretada per Michel Galabru — quan Joseph Bouvier espera els gendarmes envoltat pels pastors que l'han detingut en flagrant delicte, i la segona vegada en l'escena final que descriu una vaga obrera reprimida per la gendarmeria.

## Premis i nominacions

### Premis
1977:
- César al millor actor per Michel Galabru
- César al millor guió original o adaptació per Jean Aurenche i Bertrand Tavernier

### Nominacions
- César a la millor pel·lícula
- César al millor director per Bertrand Tavernier
- César al millor actor secundari per Jean-Claude Brialy
- César a la millor música original per Philippe Sarde